# Live at Hammersmith (Whitesnake)
Live at Hammersmith è un EP live del gruppo musicale britannico Whitesnake, pubblicato nel marzo del 1980 esclusivamente per il mercato giapponese.

## Tracce
1. Come On – 4:07 (Dvaid Coverdale, Bernie Marsden)
2. Might Just Take Your Life – 5:35 (Ritchie Blackmore, Coverdale, Jon Lord, Ian Paice)
3. Lie Down (A Modern Love Song) – 4:17 (Coverdale, Micky Moody)
4. Ain't No Love in the Heart of the City – 6:29 (Michael Price, Dan Walsh)
5. Trouble – 4:55 (Coverdale, Marsden)
6. Mistreated – 10:57 (Blackmore, Coverdale)

## Formazione
- David Coverdale – voce
- Micky Moody – chitarre, cori
- Bernie Marsden – chitarre, cori
- Jon Lord - tastiere
- Neil Murray – basso
- Dave Dowle – batteria